# Рябиновка (приток Малой Кумёны)
Рябиновка — река в России, протекает в Верхошижемском и Кумёнском районах Кировской области. Устье реки находится в 4,5 км по левому берегу реки Малая Кумёна. Длина реки составляет 15 км.
Исток реки находится в урочище Ульяново юго-восточнее деревни Калачиги (центр Калачиговского сельского поселения) в 20 км юго-западнее посёлка Кумёны. В верхнем течении образует границу Верхошижемского и Кумёнского районов, затем перетекает в Кумёнский район. Генеральное направление течения северо-восток. На реке стоят село Рябиново и деревни Аникинцы, Нагоряна и Солодянки(все — Кумёнское сельское поселение). Впадает в Малую Кумёну выше деревни Большие Вершининцы в 5 км к западу от посёлка Кумёны.

## Данные водного реестра
По данным государственного водного реестра России относится к Камскому бассейновому округу, водохозяйственный участок реки — Вятка от города Киров до города Котельнич, речной подбассейн реки — Вятка. Речной бассейн реки — Кама.
По данным геоинформационной системы водохозяйственного районирования территории РФ, подготовленной Федеральным агентством водных ресурсов:
- Код водного объекта в государственном водном реестре — 10010300312111100034617
- Код по гидрологической изученности (ГИ) — 111103461
- Код бассейна — 10.01.03.003
- Номер тома по ГИ — 11
- Выпуск по ГИ — 1